# Ramsla
Ramsla ist ein Ortsteil der Landgemeinde Am Ettersberg im Norden des Landkreises Weimarer Land.

## Geografie
Der Ort liegt nördlich des Ettersbergs mit 477 Metern und der Stadt Weimar. Etwa 3,5 Kilometer entfernt befindet sich der Hauptort der Verwaltungsgemeinschaft Berlstedt. Ramsla selbst befindet sich auf einer nach Nordosten abfallenden Anhöhe. Durch das Dorf fließt der Bach Lache.

## Geschichte
Die Ersterwähnung Ramslas erfolgte 1119 als Rameslahe in einer Urkunde des Erzbischofs Adalbert von Mainz. Ab 1211 erscheint der Name in den Urkunden als Ramsla.
Der Grundbesitz an der Gemeinde verteilte sich auf die Reichsabtei Fulda, die Herrschaft der Grafen von Gleichen, der Klöster Paulinzella und Pforta und auf Besitzungen des Marienstifts Erfurt.
Seit dem 16. Jahrhundert spielte der Anbau von Färberwaid eine große Rolle in der Erwerbstätigkeit der mehrheitlich von der Landwirtschaft lebenden Bevölkerung. Im 19. Jahrhundert entstand eine bedeutende Imkereiwirtschaft. Daneben existierte, vor allem in der Weberei und Strumpfwirkerei, eine große Zahl von Handwerksbetrieben. So sind im Jahr 1727 20 Wirkstühle nachweisbar.
Seit 1468 ist eine Pfarrei im Ort nachweisbar. Im Jahr 1578 wurde erstmals eine Schule erwähnt. Bis 1945 gab es nur einen Lehrer für alle Klassen. Heute besuchen die Kinder das Schulzentrum in Berlstedt.
Ramsla gehörte zum Verwaltungsbezirk Weimar im Herzogtum Sachsen-Weimar-Eisenach, der nach Gründung des Landes Thüringen als Landkreis Weimar weitergeführt wurde. Nach der Verwaltungsreform von 1952 befand sich die Gemeinde im Kreis Weimar-Land im Bezirk Erfurt.
Am 1. Januar 2019 wurde die Gemeinde Ramsla mit weiteren Gemeinden der Verwaltungsgemeinschaft Nordkreis Weimar zur Landgemeinde Am Ettersberg zusammengeschlossen.

## Sehenswürdigkeiten

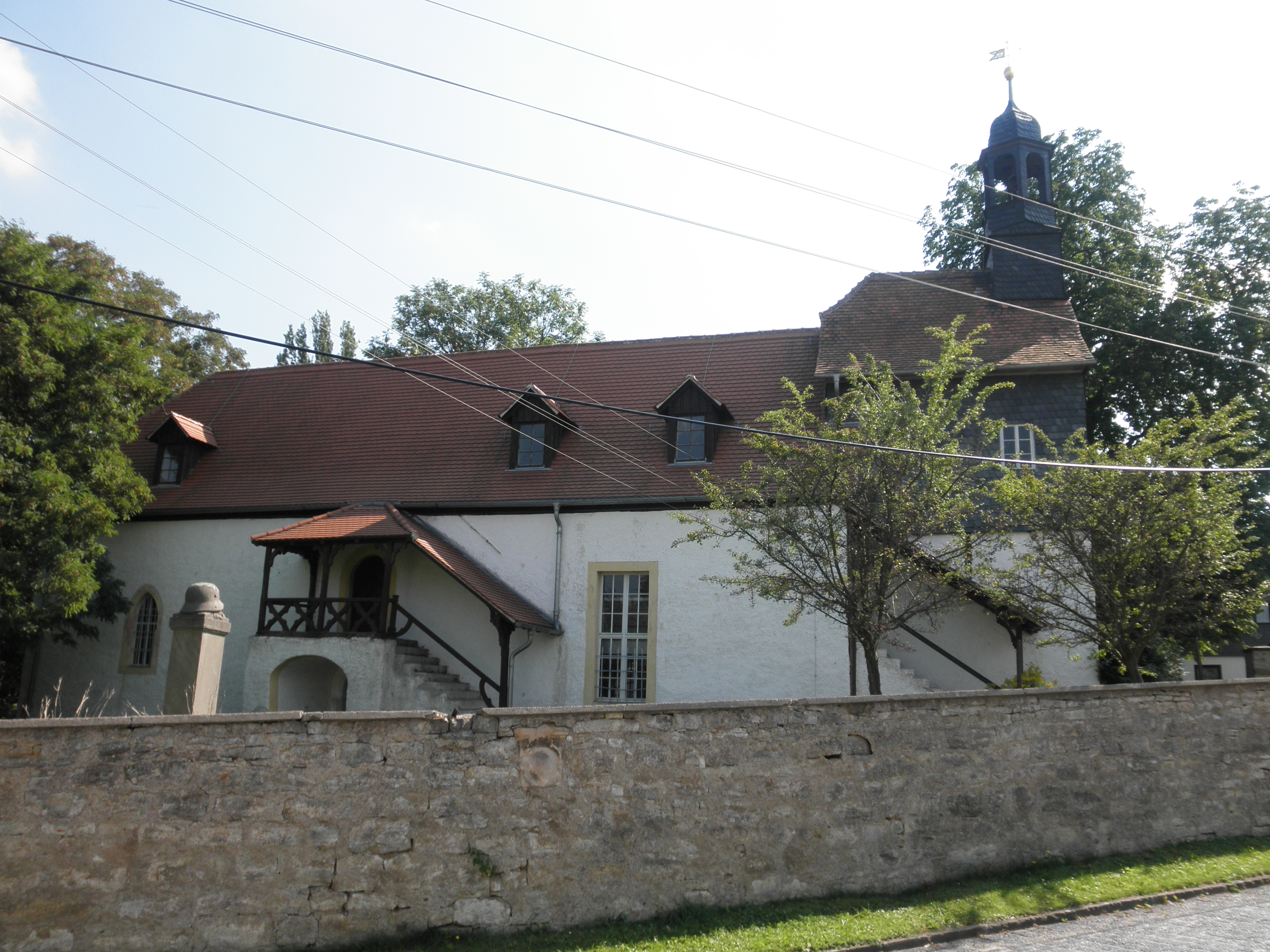
Kirche in Ramsla

Folgende Objekte sind nach der Denkmalliste des Kreises Weimarer Land denkmalgeschützt:
- Kirche mit Kirchhof

Eine Kirche ist erstmals 1119 in den Urkunden zu finden. Die heute existierende Kirche wurde vermutlich im 14. oder 15. Jahrhundert errichtet, aber in späteren Jahren zerstört. Im Jahr 1697 erfolgte der Wiederaufbau der Ruine und teilweiser Neubau. Die Malereien auf dem Tonnengewölbe und der Brüstung, die Szenen aus der Bibel darstellen, stammen aus dem Jahr 1702.
- Tor und Wirtschaftsgebäude, Am Plan 60
- Ofenplatten (Reliefplatten), Am Plan 64
- Quelleneinfassung und Quellteich, Am Plan 64
- Gehöft (Pfarrhof), Kirchgasse 50
- Gefallenen-Denkmal auf dem Kirchhof
- Waidmühlstein, Am Plan

## Persönlichkeiten
- Johann Wilhelm Neumayr von Ramsla (1572–1641), Militärtheoretiker, Staatsrechtler und Reiseschriftsteller
- Adam Heinrich von Wolfframsdorff (1722–1799), preußischer Generalleutnant
- Friedrich Kühn (1822–1885), Drucker und Firmengründer
- Hermann Labes (1826–1898), Jurist und Mitglied des Preußischen Abgeordnetenhauses
- Christine Lieberknecht (* 1958), Ministerpräsidentin von Thüringen von 2009 bis 2014, wohnt in Ramsla